# (5114) Yezo
(5114) Yezo (1988 CO) – planetoida z grupy pasa głównego asteroid okrążająca Słońce w ciągu 3,89 lat w średniej odległości 2,47 j.a. Odkryta 15 lutego 1988 roku.